# Alfredo Bravo
Alfredo Pedro Bravo (Concepción del Uruguay, Entre Ríos, Argentina, 30 de abril de 1925 - Buenos Aires, Argentina, 26 de mayo de 2003) fue un político socialista argentino; maestro, fundador del sindicato docente CTERA, militante por los derechos humanos y legislador en las últimas décadas del siglo XX.

## Biografía
Nació el 30 de abril de 1925 en Concepción del Uruguay, Entre Ríos.
A los 18 años, recibido de maestro en Avellaneda, se instaló en un pueblo del Chaco santafesino para comenzar sus primeros años como maestro rural. De allí regresó para cumplir con el servicio militar.
En Buenos Aires inició luego su militancia gremial, hasta llegar a participar en la redacción del Estatuto del Docente y protagonizar la unificación de su gremio en la CTERA, de la cual fue secretario general. 
Se apartó en 1957 del Partido Socialista que presidía Américo Ghioldi por su oposición a que sus compañeros integraran la Junta Consultiva, creada por los militares que derrocaron a Juan Domingo Perón en 1955. 
En 1975 fue uno de los miembros fundadores de la Asamblea Permanente por los Derechos Humanos.

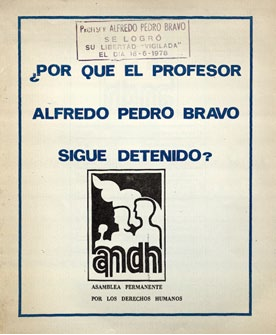
Tapa de la publicación elaborada por la APDH en septiembre de 1977, exigiendo la aparición de Alfredo Bravo, secuestrado mientras daba clases en una escuela nocturna.

El 8 de septiembre de 1977, durante la dictadura autodenominada Proceso de Reorganización Nacional, Bravo fue secuestrado por un grupo de tareas mientras daba clases nocturnas de castellano en una escuela de Primera Junta. Permaneció desaparecido hasta el 20 de septiembre y recién fue liberado en 1979. La tortura le dejó secuelas vasculares en sus piernas. 
Cuando recuperó la libertad militó en defensa de los derechos humanos en la APDH, y con el gobierno constitucional de Raúl Alfonsín, fue designado subsecretario de Estado del área de Educación, cargo al cual renunció por la Ley de Punto Final y la Obediencia Debida. 
Electo diputado nacional por la Unidad Socialista en 1991 junto a Guillermo Estévez Boero y Ricardo Francisco Molinas formando un bloque que batalló en inferioridad numérica contra las transformaciones neoliberales. Su mandato legislativo fue renovado en 1995 y 1999. En el 2001 fue consagrado por el voto popular como senador por la ciudad de Buenos Aires (por la alianza ARI con Elisa Carrió), pero una serie de conflictos legales, hizo que el luego ministro Gustavo Béliz, obtuviera la tercera banca que le correspondía a la minoría. 
Luego de participar activamente junto a muchos compañeros en la reunificación del Partido Socialista en el 2002, fue aclamado en un congreso partidario como candidato a presidente para las Elecciones de 2003, acompañado por Rubén Giustiniani como candidato a vicepresidente.
Hincha y socio de River Plate, fue miembro de la Asamblea de Representantes entre 1993-1997 y candidato a Presidente en 1997 por la Alianza Ética Riverplatense. En el 2001 integró su última fórmula junto a Carlos Lancioni.
Miembro destacado de la masonería argentina, se incorporó a ella en la logia "Sol de Mayo N°8" de la ciudad de Buenos Aires y trabajó en otras comisiones operativas de dicha institución. A su fallecimiento, la Gran Logia Argentina le brinda inusuales homenajes públicos.
En las primeras horas del 26 de mayo de 2003, sufrió un ataque al corazón y falleciendo algunas horas después que Néstor Kirchner asumiera la presidencia de la nación. Sus restos fueron velados en el Salón de los Pasos Perdidos, ante muestras de afecto de una amplia gama de personajes.

### Resultados electorales

#### 1997
| Candidato                   | Candidato                   | Agrupación                   | Votos  | %      |
| --------------------------- | --------------------------- | ---------------------------- | ------ | ------ |
|                             | David Pintado               | Frente Cruzada Riverplatense | 4 003  | 64,28% |
|                             | Norberto Alonso             | Movimiento Proyecto River 97 | 994    | 15,96% |
|                             | Alfredo Bravo               | Alianza Ética Riverplatense  | 668    | 10,73% |
|                             | Héctor Cavallero            | Alianza para el Cambio       | 544    | 8,64%  |
| Total de votos válidos      | Total de votos válidos      | Total de votos válidos       | 6 209  | 99,61% |
| Votos nulos y blancos       | Votos nulos y blancos       | Votos nulos y blancos        | 18     | 0,39%  |
| Total de empadronados       | Total de empadronados       | Total de empadronados        | 28 600 | 28 600 |
| Total de sufragios emitidos | Total de sufragios emitidos | Total de sufragios emitidos  | 6 227  | 100%   |